# Carlos Delfino
Carlos Francisco Delfino (Cidade de Santa Fé, 29 de agosto de 1982) é um jogador profissional de basquetebol argentino atualmente sem clube.
Foi campeão olímpico com a seleção argentina de basquete nos Jogos Olímpicos de Verão de 2004 e medalhista de bronze nos Jogos Olímpicos de Verão de 2008.

## Carreira

### 1999-2000
Ele começou sua carreira profissional jogando na liga da Argentina Basketball League para o Olimpia de Venado Tuerto na temporada de 1998-99, e ele então transferido para Unión de Santa Fe em 1999-2000. Delfino mudou para a Itália em 2000 e jogou quatro temporadas na A-1 do campeonato italiano, As duas primeiras com Reggio Calabria e as outras duas temporadas com Skipper Bologna.

### 2000-01
Em sua primeira temporada na Itália, jogou para Reggio Calabria. Em pouco menos de 21 minutos por jogo ele média 8,8 pontos, 2,5 rebotes e 1,9 roubadas de bola. Ele marcou uma época alta de 25 pontos em seu segundo jogo contra o Scavolini Pesaro, Fazendo com que cinco das oito tentativas de três pontos. Ele marcou 15 pontos em apenas 20 minutos contra Cordivari Roseto e registrou 14 pontos cada encontro Paf Bolonha, Muller e Verona Kinder Bologna. Ele acertou pelo menos uma cesta de três pontos em 19 dos 24 jogos.

### 2002-03
Em sua primeira temporada com Skipper Bologna, Delfino se mudou para a programação a partir do jogo na terceiro da temporada e em média cerca de 26 minutos. Ele marcou 18 pontos, incluindo tiro 3-de-5 a partir de três pontos, contra Euro Roseto e afixado duplo-duplos contra Benetton Treviso (13 pontos, 13 rebotes), Oregon Scientific Cantù (15 pontos, 11 rebotes) e Pippo Milano (14 pontos, 11 rebotes). Ele sofreu ligamentos no tornozelo no final da temporada, mas retornou no final de maio.

### 2004-05
Começando em 2004, Delfino assinado para jogar no Detroit Pistons do National Basketball Association (NBA), que o fez escolher o 25 na primeira rodada do 2003 NBA Draft, fazendo dele o primeiro jogador argentino que nunca para ser selecionado na primeira rodada do NBA Draft. Em novembro de 2004, ele sofreu uma lesão no joelho que o manteve na lista de feridos por mais de três meses. Ele tinha uma operação nos Estados Unidos. Após depois outro na Argentina, onde ele se recuperou. No entanto, Delfino fez imediatamente voltar à forma após a sua reabilitação, e ficou fora do Pistons no 2005 playoff roster. Depois de ter recuperado da lesão no joelho, Delfino média de 15,3 minutos, 3,9 pontos, 1,8 rebotes e 1,3 assistências por jogo em 30 jogos sob o comando Larry Brown. Muitos Brown considerados como tendo pouco espaço para a criatividade ofensiva Delfino. Percebeu-se que, sob o Pistons próximo treinador novo Flip Saunders, que Delfino iria prosperar.

### 2005-06
Em sua segunda temporada no Pistons ja era considerado roster ativo, Delfino possuia uma média de 10,7 minutos, 3,6 pontos, 1,7 rebotes e 0,6 assistências por jogo. Delfino jogou fora do banco para substituir ou Tayshaun Prince ou Richard Hamilton consideradas estrelas de sua equipe. Ele teve três jogos seguidos, onde marcou dois dígitos antes de ser marginalizado para os próximos 4 com a gripe. Delfino tornou-se uma importante mudança de ritmo-jogador ofensivo no esquema de Flip Saunders.

### 2007-08
No dia 15 de junho de 2007, O Detroit Pistons negociou Delfino com o Toronto Raptors para uma troca de dois projetos rodada pega tanto no 2009 NBA Draft e 2011 NBA Draft. A temporada 2007-08 foi a mais produtiva no NBA, Como média de 9 pontos, 4,4 rebotes e 1,8 assistências por jogo durante a temporada regular.

### 2008-09
No verão de 2008, Delfino assinou um contrato de 3 anos com o Campeonato Russo Super League clube do Khimki Moscow Region. Delfino foi um dos jogadores de basquete mais bem pagos na Europa, ganhando cerca de US $ 10 milhões de dólares por temporada, além de uma casa, um carro e um motorista, e as economias em impostos. Ele obteve a média 13,0 pontos, 3,6 rebotes, 2,6 assistências e 1,5 roubos de bola por jogo na competição de segundo nível, o ULEB Eurocup durante a temporada 2008-09.

### 2009-10
No dia 16 de junho de 2009, O Toronto Raptors confirmou ter prorrogado uma oferta de qualificação para Delfino que jogou pela equipe canadense ao lado de Chris Bosh, José Calderón e Hedo Turkoglu. O Toronto Raptors esta na divisão do atlantico da NBA e Delfino lutou para equipe ser campeã, mas não passaram por Boston Celtics, New York Knicks, New Jersey Nets e Philadélfia Sixers.
18 de agosto de 2009o Toronto Raptors teve assinada e negociada o contrato de Delfino para o Milwaukee Bucks e juntamente com Roko Ukić em troca de Amir Johnson e Sonny Weems.

## Seleção Argentina
Delfino foi um membro da equipe de juniores da Argentina nacional, que ganhou a medalha de bronze nos 2001 Basquetebol Sub-21 Campeonato do Mundo que foi realizada em Saitama, Japão. Delfino foi também uma parte do sênior Time de basquete da Argentina nacional que ganhou o ouro no Torneio de basquete nos Jogos Olímpicos de 2004. Ele também jogou com o time principal da Argentina nacional no 2006 Campeonato Mundial de Basquetebol e no Torneio de basquete nos Jogos Olímpicos 2008, Onde ajudou a Argentina a conquistar a medalha de bronze ao lado de Manu Ginóbili qu atualmente joga pelo San Antonio Spurs.